# فيشنغن
فيشنغن (بالألمانية: Fischingen) هي إحدى بلديات مقاطعة مونكفيلن في كانتون تورغاو في سويسرا. تبلغ مساحتها 30.7 كيلومتر مربع، ويقدر عدد سكانها بـ 2644 نسمة (حسب تعداد ديسمبر 2015).